# The Mistaken Masher
The Mistaken Masher è un cortometraggio muto del 1913 diretto da Mack Sennett.

## Produzione
Il film, interpretato da Mabel Normand, è stato prodotto dalla Keystone.

## Distribuzione
Il film uscì nelle sale il 27 gennaio 1913, distribuito dalla Mutual Film.